# تلمبه منظریه
تلمبه منظریه یک منطقهٔ مسکونی در ایران است که در دهستان کشکوئیه واقع شده‌است.